# Heorhijiwka (rejon pokrowski)
Heorhijiwka (ukr. Георгіївка) – wieś na Ukrainie, w obwodzie donieckim, w rejonie pokrowskim, w hromadzie Marjinka. W 2022 liczyła 1000 mieszkańców.